# Polana robusta
Polana robusta är en insektsart som beskrevs av Delong 1980. Polana robusta ingår i släktet Polana och familjen dvärgstritar. Inga underarter finns listade i Catalogue of Life.